# Helma Eigenheimbau
Die Helma Eigenheimbau AG (Eigenschreibweise HELMA) ist ein Massivhaus-Anbieter mit Sitz in Lehrte bei Hannover.
Der Tätigkeitsbereich des Unternehmens umfasst die Entwicklung, die Planung, den Verkauf sowie die Bauregie von schlüsselfertigen und teilfertigen individuellen Einfamilien-, Zweifamilien- und Doppelhäusern in Massivbauweise. Mit 35 bundesweit verteilten Musterhäusern (teilweise im Musterhauspark in Lehrte und teilweise mit integrierten Beratungszentren) ist Helma einer der führenden deutschen Massivhausanbieter.
Anfang März 2024 meldete das Unternehmen beim Amtsgericht Gifhorn Insolvenz wegen Zahlungsunfähigkeit an. Zudem wurde die bisherige Vorstandsvorsitzende Andrea Sander abberufen. Zu ihrem Nachfolger wurde zunächst das bisherige Aufsichtsratsmitglied Felix J. Krekel berufen.

## Unternehmensstruktur
Die Helma Eigenheimbau AG fungiert als Muttergesellschaft mit drei Tochtergesellschaften. Der Konzern, der sich selbst als Helma-Gruppe bezeichnet, ist mit der Unternehmenstochter Helma Wohnungsbau GmbH auch im Bauträgergeschäft aktiv. Die zweite Unternehmenstochter deckt den Finanzsektor ab. Neben Haus-, Bau- und Anschlussfinanzierungen, berät die Hausbau Finanz GmbH auch in Bezug auf die passenden Bau- und Hausversicherungen. Die jüngste Konzern-Tochter ist die Helma Ferienimmobilien GmbH, die sich auf die Entwicklung, den Bau und den Vertrieb von Ferienimmobilien spezialisiert hat.

## Unternehmensgeschichte
Am 24. Oktober 1980 gründeten der damalige Geschäftsführer und heutige Aufsichtsratsvorsitzende und Mehrheitsaktionär Karl-Heinz Maerzke zusammen mit Brigitte Hellwich das Unternehmen HELMA Eigenheimbau GmbH in Hannover und beschäftigte zu diesem Zeitpunkt 3 Mitarbeiter. Der Name HELMA wurde dabei aus den ersten Buchstaben der Nachnamen der Unternehmensgründer (HELlwich + MAerzke) zusammengesetzt.
Im Jahr 1984 wurde die damalige Karl-Heinz Maerzke Grundstücks KG und heutige Helma Wohnungsbau GmbH gegründet. Die Tochtergesellschaft agierte damals wie heute ausschließlich im Bauträgergeschäft. Die Tätigkeit bezog sich zunächst auf den Ankauf von Grundstücken, die zusammen mit einem gebauten Einfamilienhaus an Privatpersonen weiterverkauft wurden. 1987 wurde die Karl-Heinz Maerzke Grundstücks KG in die Karl-Heinz Maerzke Grundstücks GmbH & Co. KG umgewandelt.
1991 wurde das erste Helma-Musterhaus am damaligen Unternehmenssitz in Altwarmbüchen eröffnet.
2002–2004 wurde die Karl-Heinz Maerzke Grundstücks GmbH & Co. KG in Helma Wohnungsbau GmbH & Co. KG umbenannt. 2005 fand die Umwandlung von einer GmbH in eine Aktiengesellschaft statt. Im gleichen Zug eröffnete Helma einen eigenen Musterhauspark in Lehrte bei Hannover. Am 19. September 2006 erfolgte die Erstnotierung der Helma-Aktie im Entry Standard (heute Scale) an der Deutschen Börse.
Am 12. März 2007 wurde die Unternehmenstochter Helma Lux S.A. in Walferdange in Luxemburg gegründet. 2008 verlegte das Unternehmen seinen Unternehmenssitz in die neue und auch noch heutige Firmenzentrale nach Lehrte bei Hannover.
2010 wurde die Unternehmensgruppe um die Hausbau Finanz GmbH, die den Bereich der Finanzierungs- und Versicherungsberatung abdeckt, erweitert. 2011 wurde die Helma Ferienimmobilien GmbH gegründet. Helma gewann zudem die Plakette der Europäischen Vereinigung für Erneuerbare Energien Eurosolar e. V. für das eigens entwickelte erste energieautarke Haus Europas. Die Zahl der Mitarbeiter wurde in diesem Jahr auf 164 und die Zahl der Musterhäuser auf 38 erhöht.
2012 fand die Eröffnung des Helma-Bemusterungszentrums am Unternehmenssitz in Lehrte statt.
Seit 2013 ist die Helma Wohnungsbau GmbH nicht mehr ausschließlich im Eigenheim-Bereich tätig, sondern fortan auch im Bereich Wohnungs- und wohnungsnahe Bauvorhaben für den Verkauf an institutionelle oder private Investoren.
Zum 1. Januar 2014 ging die bisherige Tochter Helma Lux S.A. zu 100 % in die Helma Eigenheimbau AG über und wurde somit fortan nicht mehr als Tochtergesellschaft weitergeführt.

## Soziales Engagement
Der Helma-Konzern unterstützt bereits seit mehreren Jahren Schul- und Bildungseinrichtungen am Unternehmensstandort in Lehrte. Im Jahr 2019 spendete Helma 25.000 Euro, der überwiegende Anteil der Summe kam dem Gewaltpräventionsprojekt „I can do“ zugute, das an den Lehrter Grundschulen für die Bewältigung von Sprachbarrieren und gegen Mobbing eingesetzt wird.